# 속 정무문
"속 정무문"은 한국에서 제작된 남궁훈 감독의 1977년 액션 영화이다. 여소룡 등이 주연으로 출연하였고 이전철 등이 제작에 참여하였다.

## 출연

### 주연
- 여소룡
- 김정란

## 기타
- 조명: 정경희
- 미술: 이봉선